# Stuart Baxter
Stuart Baxter, né le 16 août 1953 à Wolverhampton, est un footballeur écossais reconverti entraîneur.

## Biographie
De père écossais et de mère anglaise, il commence sa carrière de footballeur professionnel à Preston North End en 1973. Il rejoint la Suède et le club d'Helsingborgs IF en 1981 puis devient entraîneur de différents clubs suédois. Son plus grand succès est d'avoir amené en 1998 l'AIK Solna au titre de champion de Suède et en Ligue des champions en 1999. L'AIK joue alors contre le FC Barcelone, Arsenal et la Fiorentina dans le groupe B. Il prend ensuite en main la sélection d'Angleterre  des moins de 19 ans entre 2002 et 2004.
En 2004, il devient le sélectionneur de l'Afrique du Sud, avec pour objectif de qualifier le pays pour la coupe du monde 2006. Critiqué par la presse sud-africaine, l'Afrique du Sud est éliminée dès le premier tour de la Coupe d'Afrique des nations 2004 et Stuart Baxter échoue à qualifier l'équipe au Mondial 2006. Il démissionne en novembre 2005.
Il repart en Suède et rejoint le club d'Helsingborgs IF à l'automne 2006. Il gagne la Coupe de Suède, ce qui permet au club de jouer la Coupe UEFA en finissant deuxième du groupe derrière les Girondins de Bordeaux mais néanmoins qualifié pour le tour suivant. En décembre 2007, il annonce sa démission.
En janvier 2008, Baxter est nommé sélectionneur de l'Équipe de Finlande de football. À la suite des mauvais résultats des éliminatoires à l'Euro 2012, il est remercié en novembre 2010.
Le 8 mai 2012, il est nommé entraîneur du club sud-africain du Kaizer Chiefs FC.
En juin 2015, il est nommé à Gençlerbirliği.

## Palmarès d'entraineur
- Championnat d'Afrique du Sud : 2013 et 2015
- Coupe d'Afrique du Sud : 2013 et 2016